# Bilsen
Bilsen (en baix-alemany idem) és un municipi a l'amt de Rantzau al districte de Pinneberg a l'estat de Slesvig-Holstein a Alemanya. el 30 de juny de 2009 tenia 728 habitants. Està regat pel Bilsener Bek, un afluent dret del Pinnau.

## Història

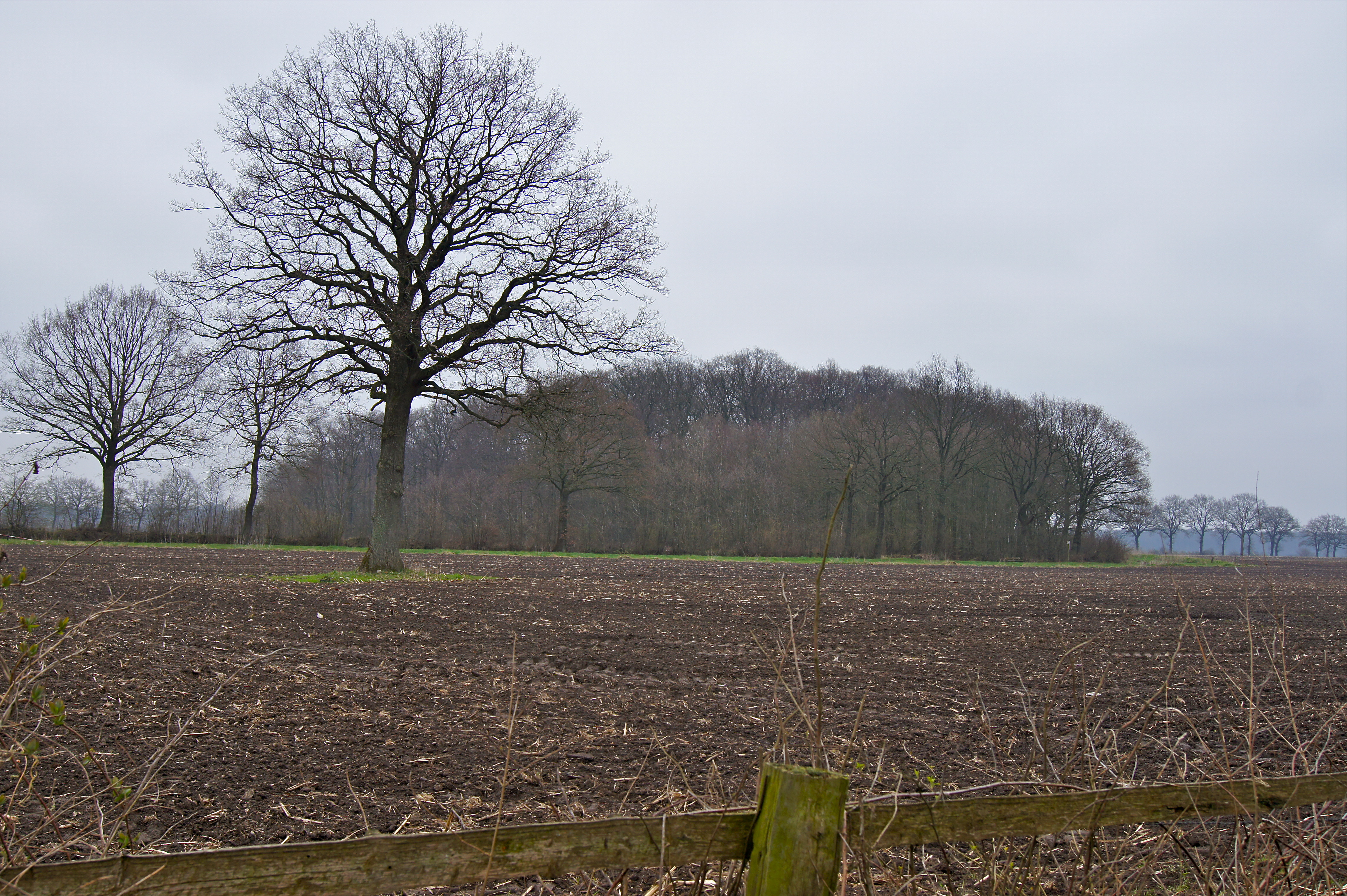
El túmul Dreebargen

Trobades arqueològiques proven que ja a l'edat del bronze hi havia un assentament. El primer esment escrit del poble data del 1148, en un document d'Enric el Lleó al qual es parla d'un cert Marcradus de Bilsele. El 1279, un cert Normannus de Bilsen va morir i el poble va ser venut a Margarida de Barmstede. Passà de mans a mans fins que el 1385 Henning von Alsversloh va vendre el poble al monestir d'Harvestehude a Hamburg. A la reforma protestant, el 1531, les monges que van convertir-se al luteranisme van reorganitzar-se i trobar-se al Monestir de Sant Joan, una fundació per a dones soles o jubilades, que van obtenir la prebenda de Bilsen.
Després de la supressió del capítol d'Hamburg el 1803, Hamburg va bescanviar Bilsen contra el poble d'Alsterdorf, un enclavament holsteinès sota govern danès al mig de la ciutat hanseàtica. i va passar a la senyoria de Pinneberg. Després de l'annexió a Prússia de 1864 i la reforma administrativa va passar a l'amt d'Hemdingen i després de la segona guerra mundial a l'amt de Rantzau.

## Geografia i economia

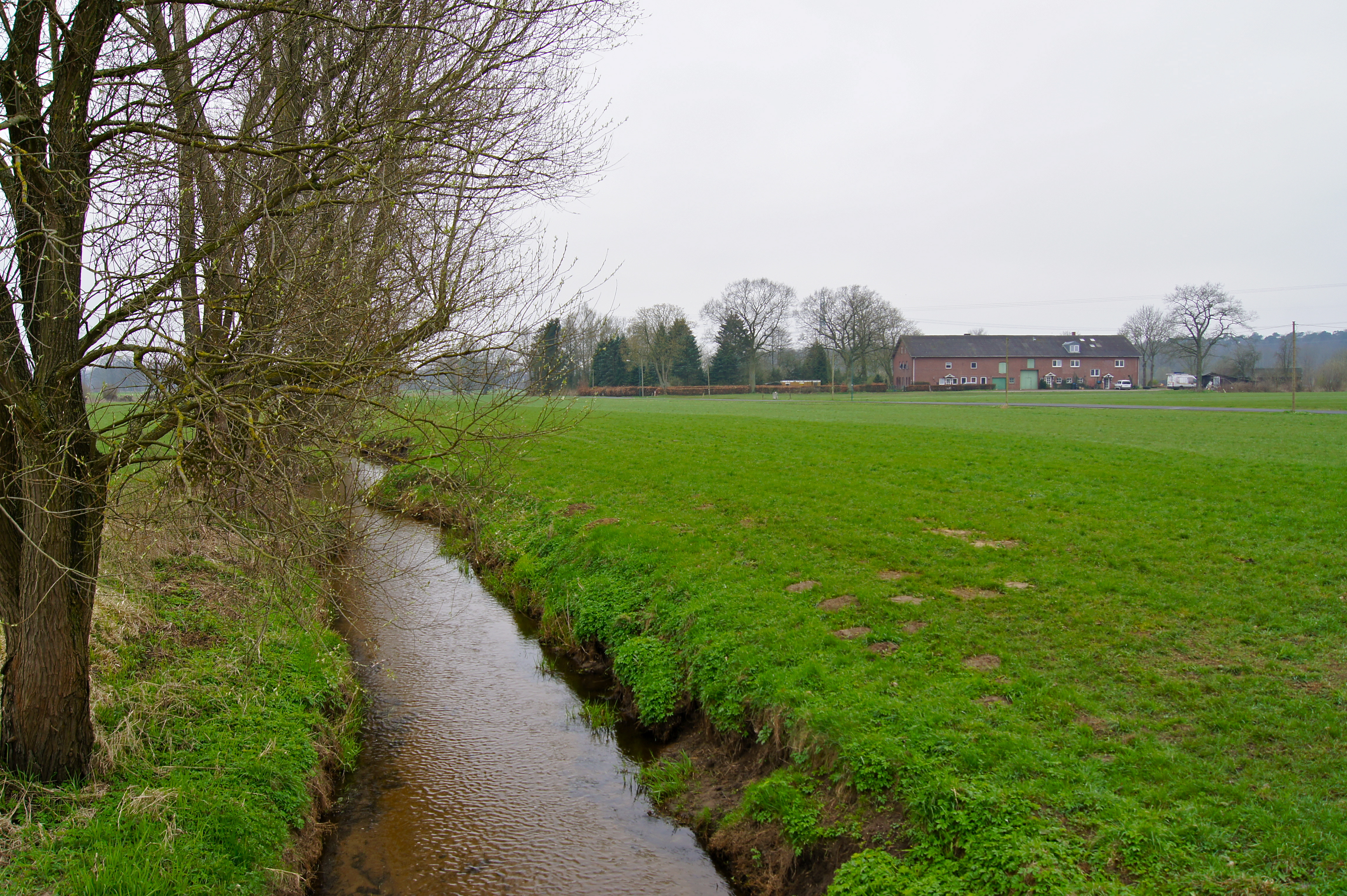
Un mas al marge del Pinnau

L'activitat econòmica principal del poble és l'agricultura. Unes petites empreses i negocis es troben al llarg de la carretera B4 Hamburg-Kiel, que era un eix comercial important entre el mar bàltic i el mar del nord, fins que va construir-se el tram l'autopista A7 (1969–1978) cap a la frontera danesa. Tot i ésser un dels pobles més petits del districte, té la seva pròpia filial de banca. i és un paradís fiscal per a gossos, ja que és un dels darrers municipis d'estat federal que no imposa cap taxa sobre els gossos.

## Llocs d'interès
- Jagdschloss Waldfrieden
- El túmul Dreebargen, el més llarg de Slesvig-Holstein

## Galeria

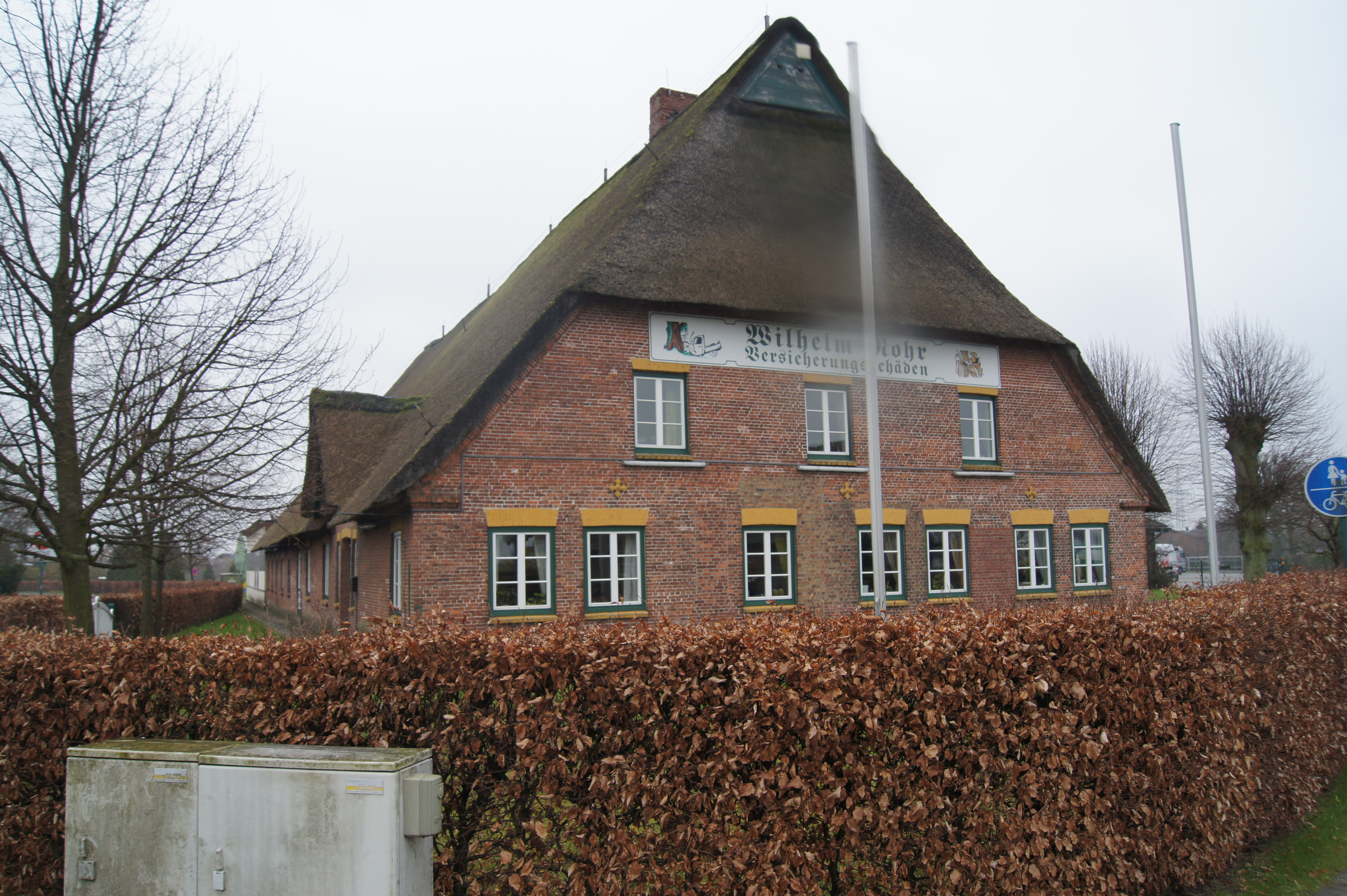
Mas Rohr
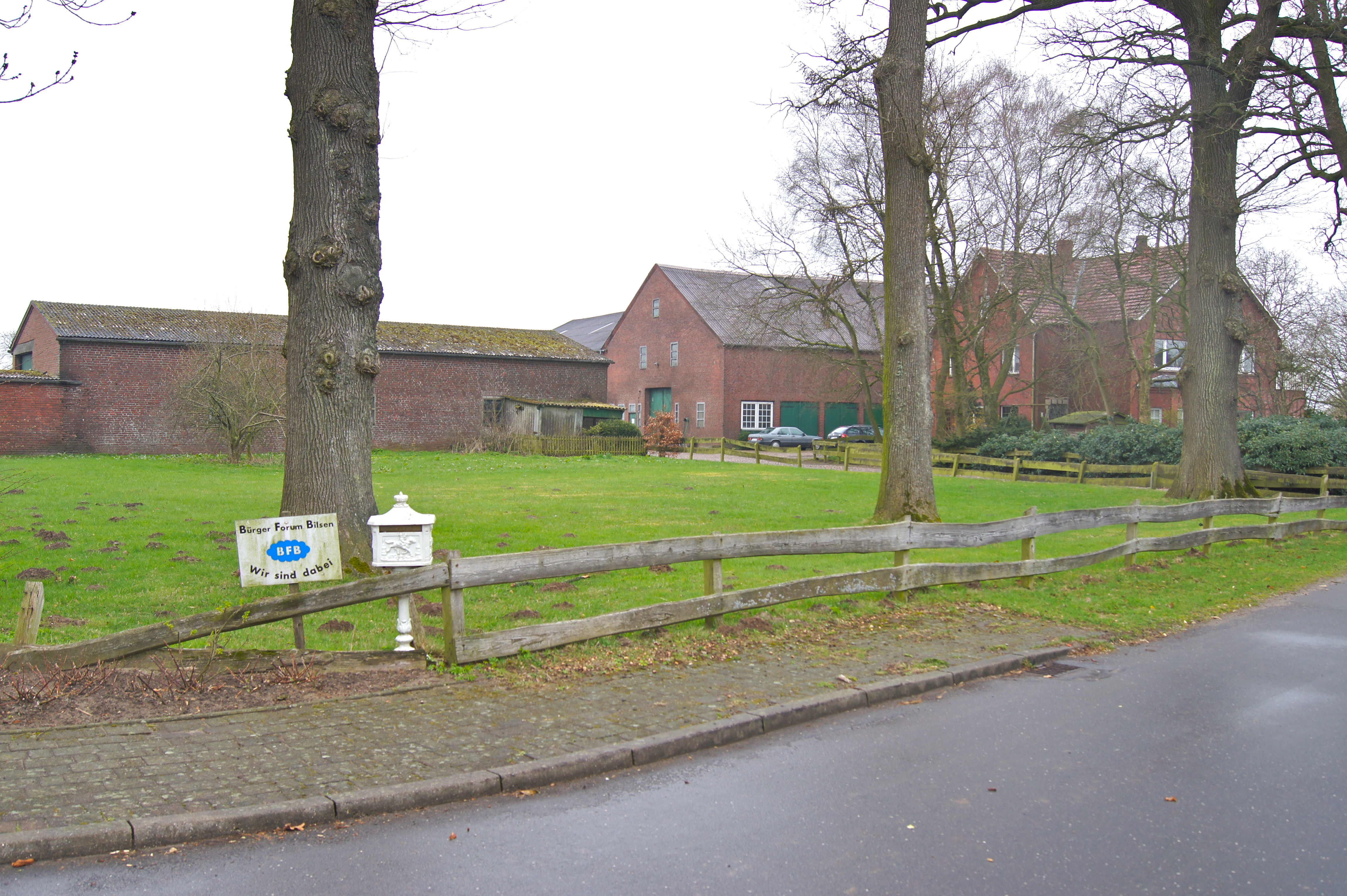
Mas al temple
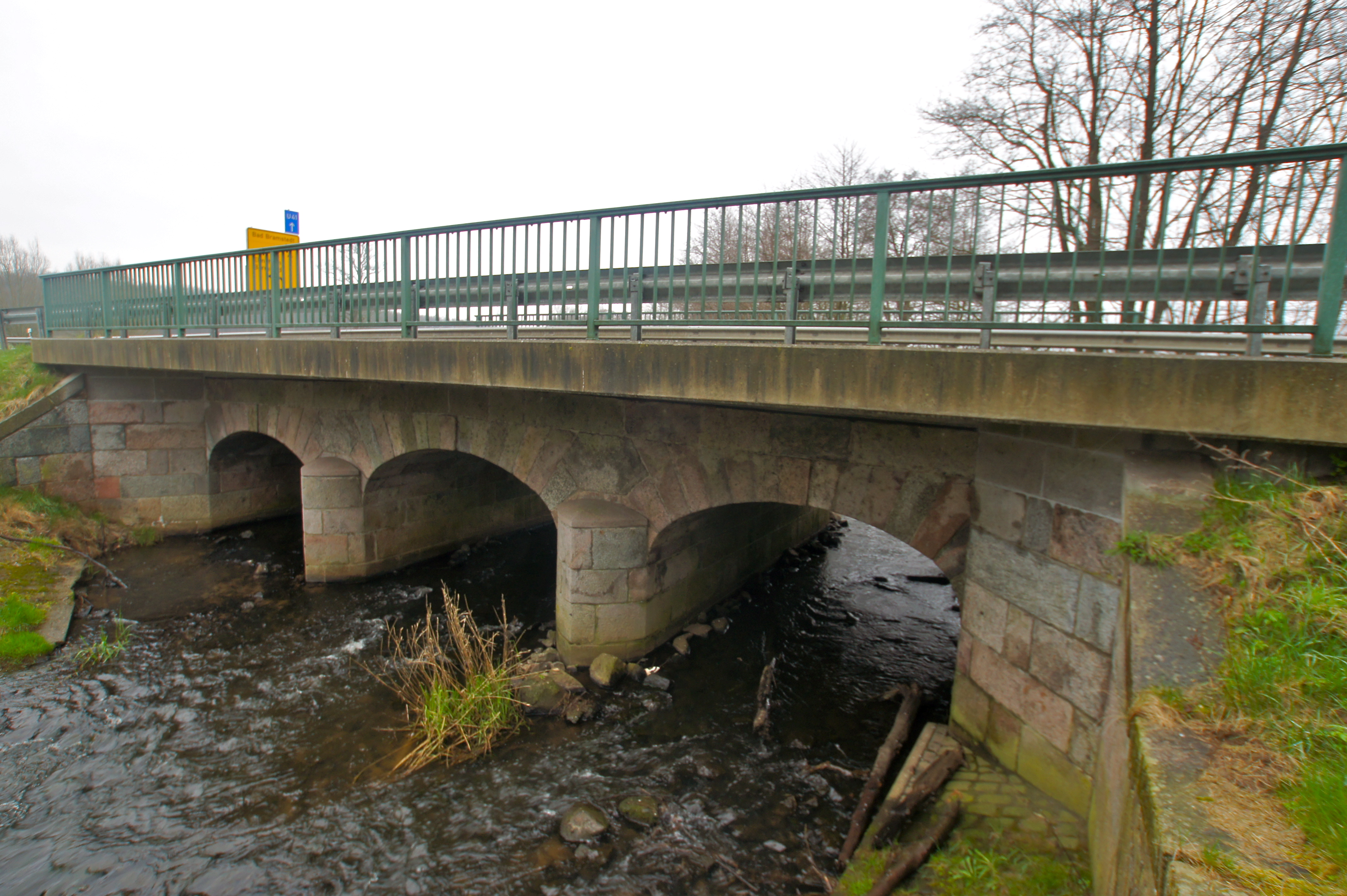
Pont de pedra al Pinnau
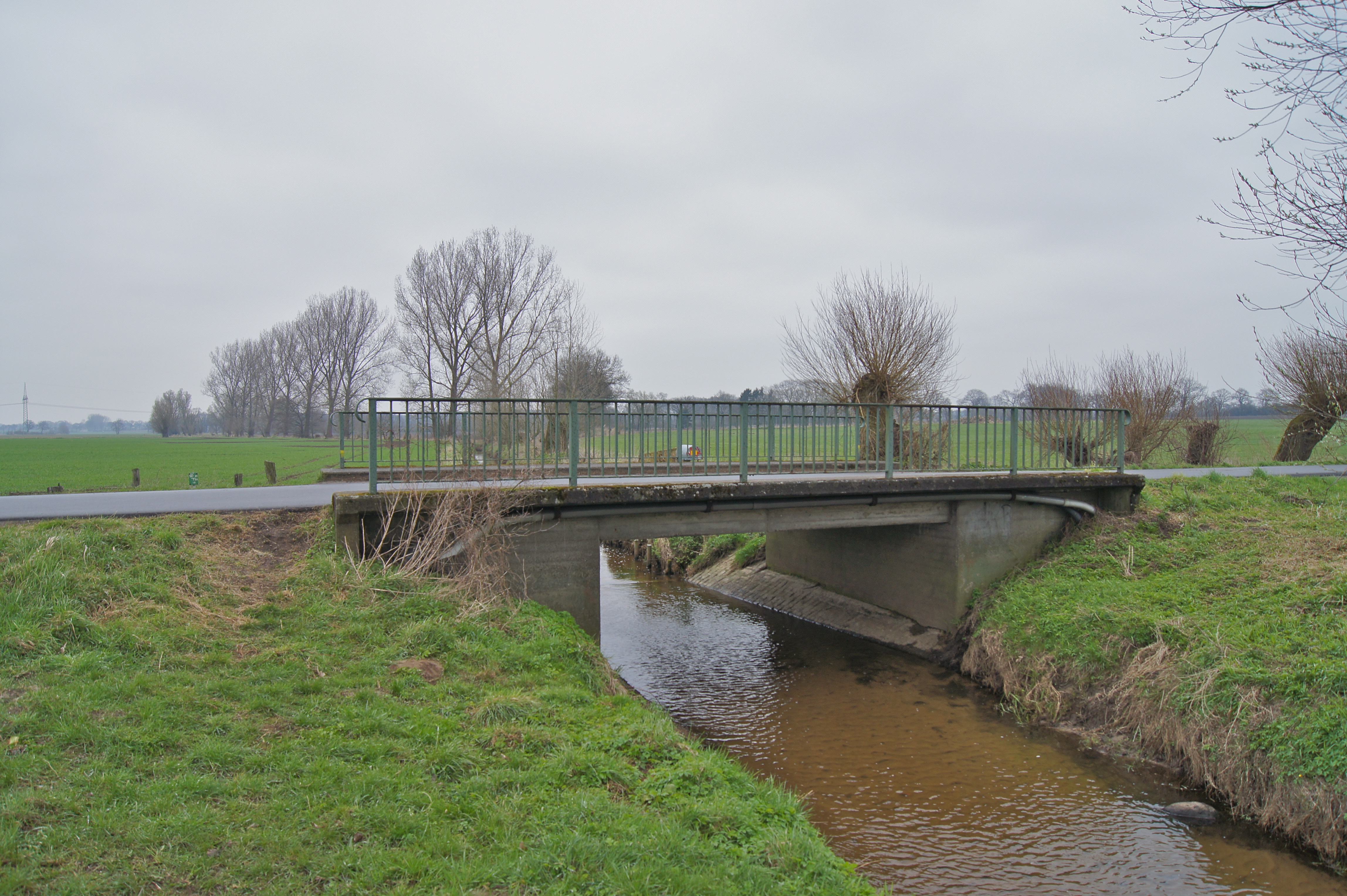
Pont al Pinnau a Hogenhorst
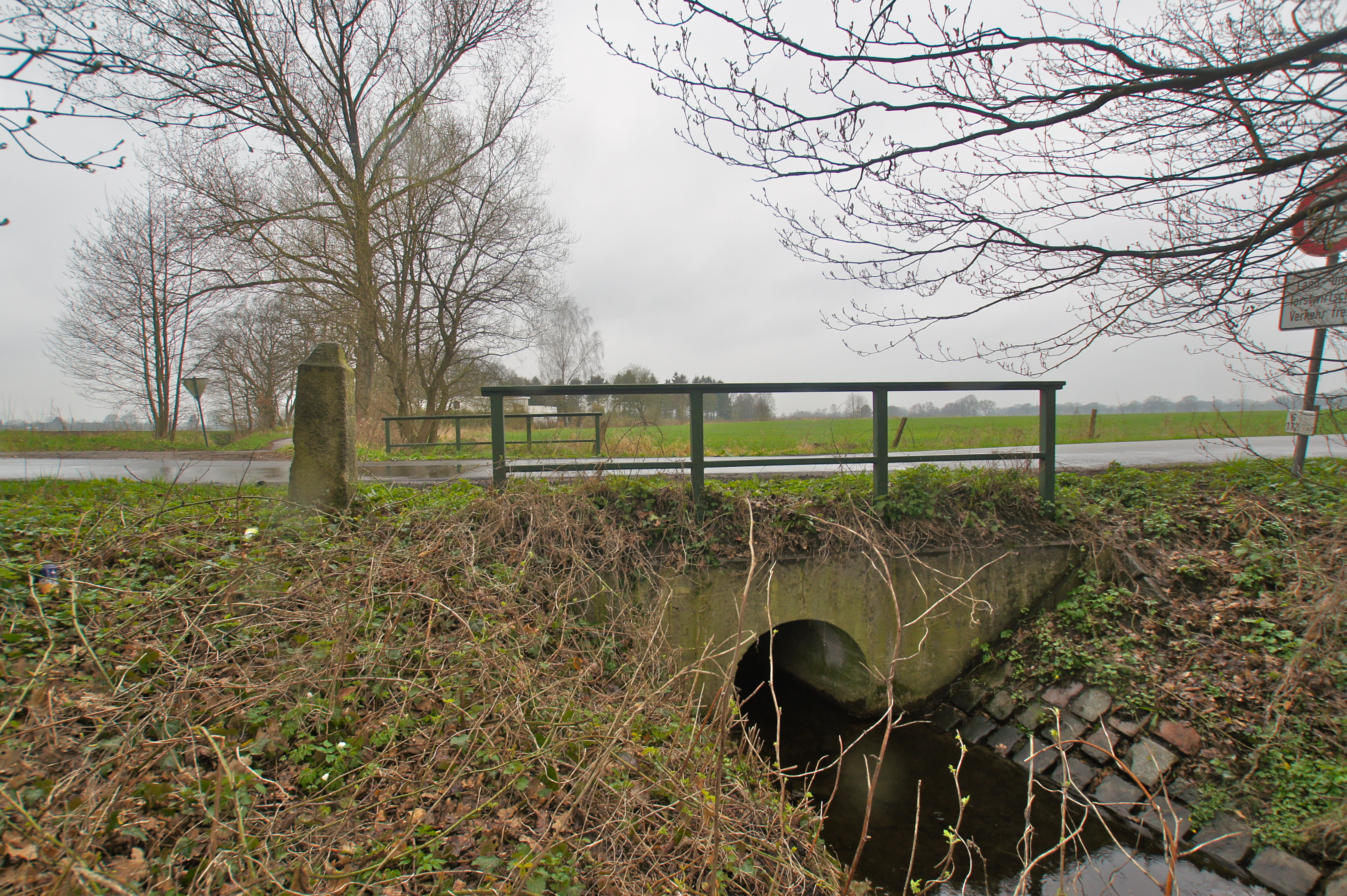
Fita n°5 al Bilsener Bek a l'antiga frontera entre les terres d'Hamburg i la senyoria de Pinneberg

## Ciutat agermanada

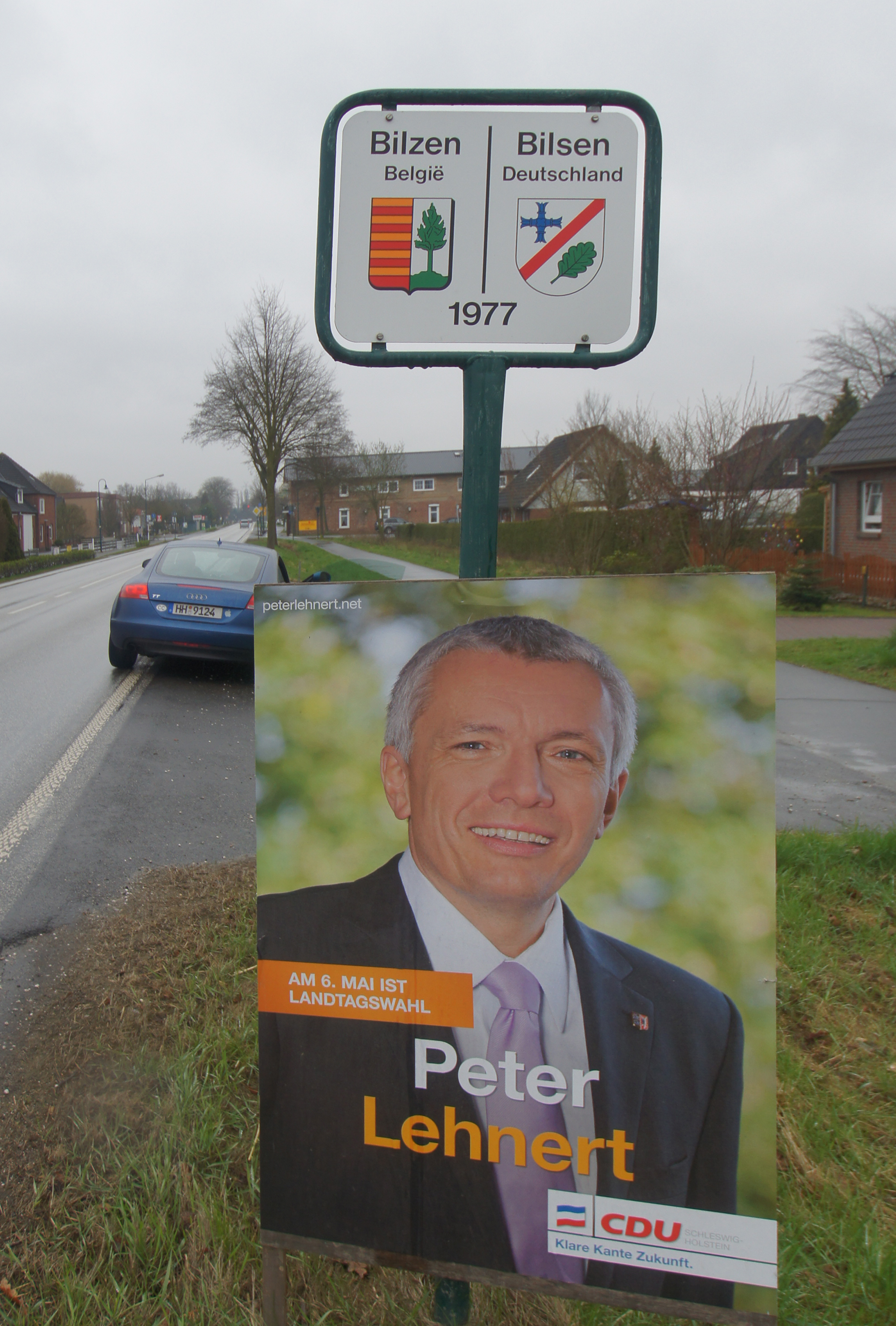
Taula a l'entrada del poble anunciant l'agermanament amb Bilzen (Bèlgica) i les eleccions del 6 de maig de 2012

- la Bona Vila de Bilzen (Bèlgica)